# Orzechówka mączysta

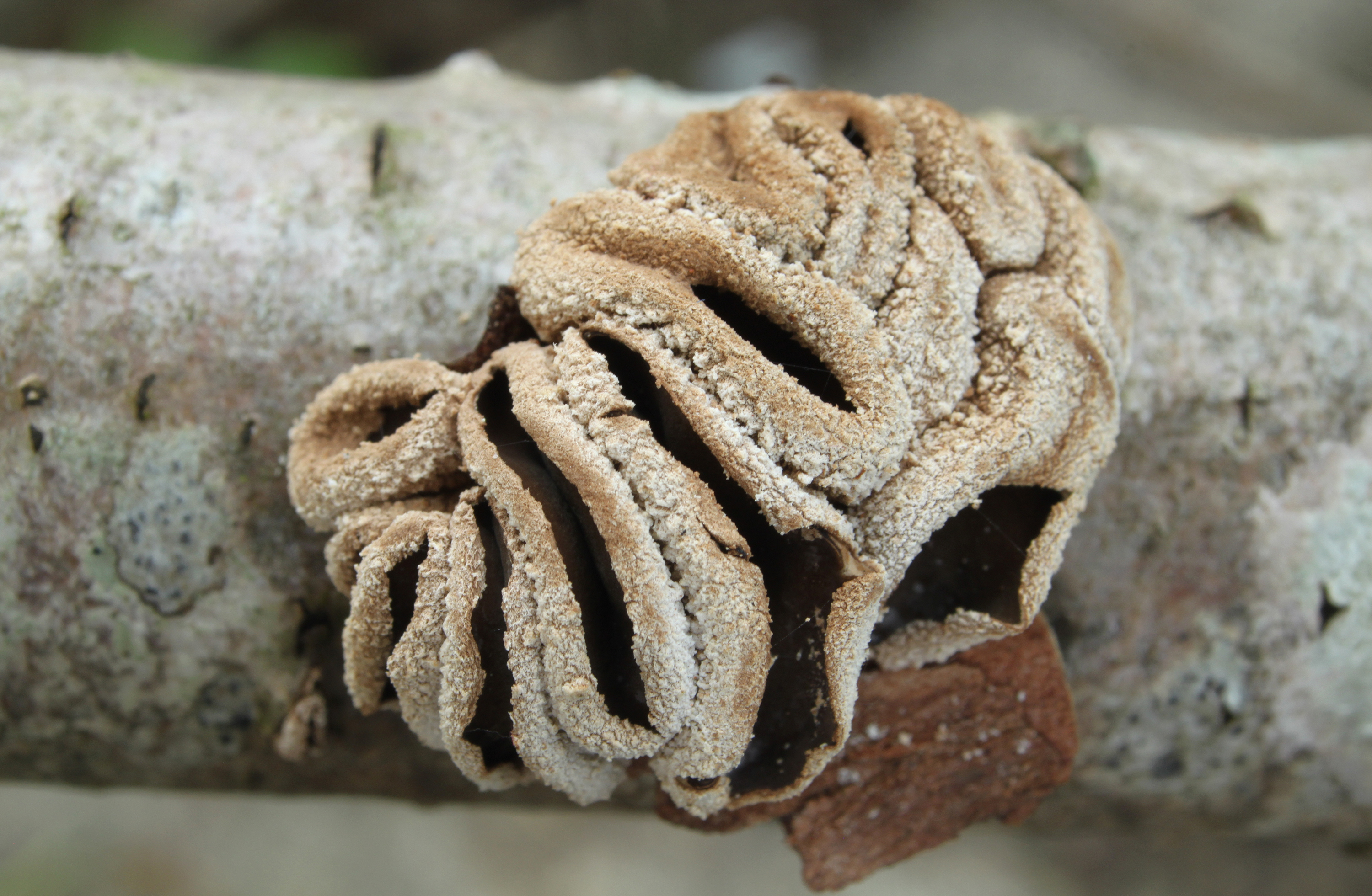

Orzechówka mączysta (Encoelia furfuracea (Roth) P. Karst.) – gatunek grzybów z rodziny Cenangiaceae

## Systematyka i nazewnictwo
Pozycja w klasyfikacji według Index Fungorum: Encoelia, Cenangiaceae, Helotiales, Leotiomycetidae, Leotiomycetes, Pezizomycotina, Ascomycota, Fungi.
Po raz pierwszy takson ten zdiagnozował w 1797 r. Albrecht Wilhelm Roth nadając mu nazwę Peziza furfuracea. Obecną, uznaną przez Index Fungorum nazwę nadał mu w 1871 r. Petter Karsten, przenosząc go do rodzaju Encoelia.
Niektóre synonimy naukowe:

- Cenangium furfuraceum (Roth) De Not. 1864
- Discina furfuracea (Rehm) Sacc. 1889
- Galactinia furfuracea (Rehm) Boud. 1907
- Peziza cinatica Pfister 1979
- Peziza furfuracea (Rehm) Smitska 1972
- Peziza furfuracea Roth 1797
- Phibalis furfuracea (Roth) Wallr. 1833
- Plicaria furfuracea Rehm 1884

Nazwa polska według opracowania M.A. Chmiel.

## Morfologia
Młody w postaci grubej kuli barwy cynamonowej i grubo otrębiasto-łuseczkowatej; rozkłada się gwiazdkowato i rozpościera tak, że widać jego cynamonowobrązową do czerwonobrązowej gładką warstwę zarodnikonośną. Do 1,5cm średnicy.
Również w zimie rozwija się na gałązkach leszczyny, olszy i klonu rzadki korzak czarniawy (Ionomidotis fulvotingens). Jego ciemnobrązowe do prawie czarnych owocniki wyrastają w gęstych skupieniach. Są za młodu pucharkowate, potem płaskie i nieregularnie powyginane. Inne czarno zabarwione gatunki z tego samego kręgu pokrewieństwa, a także bardzo rzadka orzechówka wiązkowa (Encorella fascicularis) pojawiają się wczesną wiosną na jeszcze nie okorowanych, opadłych gałązkach topoli i jesionu.

## Występowanie i siedlisko
W Polsce uważany jest za rzadki, choć prawdopodobnie jest przeoczany.
W zimie wystaje spod spękanej kory świeżo obumarłych i jeszcze stojących olsz i leszczyn, przeważnie w skupieniach małych, gęstych, dość trwałych i odpornych na mróz.